# ...uebenra
...uebenra (fl. XVIII-XVII secolo a.C.) è stato un sovrano egizio, inserito nella XIV dinastia, di cui si conosce solo tale parte del suo nome.

## Biografia
Questo sovrano, come molti altri della stessa dinastia, è conosciuto solamente attraverso il Canone Reale.

## Liste Reali
| HASH | Z7 | d | n · N5 | G7 |

| HASH | Z7 | d | n · N5 | G7 |

| HASH | Z7 | d | n · N5 | G7 |

| HASH | Z7 | d | n · N5 | G7 |

| HASH | Z7 | d | n · N5 | G7 |

| HASH | Z7 | d | n · N5 | G7 |

| HASH | Z7 | d | n · N5 | G7 |

| HASH | Z7 | d | n · N5 | G7 |

## Cronologia
| Periodo                    | Dinastia | periodo di regno                             |
| Secondo periodo intermedio | XIV      | tra il 1720 a.C. ed il 1630 a.C. (± 50 anni) |

| predecessore (non diretto): Uebenra | Signore del Basso e dell'Alto Egitto | successore: Autibra |

| Dinastie contemporanee | Capitale |
| XIII                   | Ity Tawy |